# 침매터널
침매터널(Immersed Tunnel)은 육상에서 제작한 각 구조물을 가라앉혀 물속에서 연결시켜 나가는 최신 토목공법으로 만드는 터널로 해저 터널공사에 주로 활용된다.

## 장점
- 깊은 곳에 터널 시공 가능
- 단면 변화 가능
- 함체를 육상 제작하므로 신뢰성이 높음.

## 단점
- 다른 공법에 비해 공사중 부유물에 대한 환경영향을 미침.
- 수심 60미터가 넘을 경우 공사 자체가 아예 불가능함.
- 예인선을 사용해야하므로 운송에 어려움이 많음.

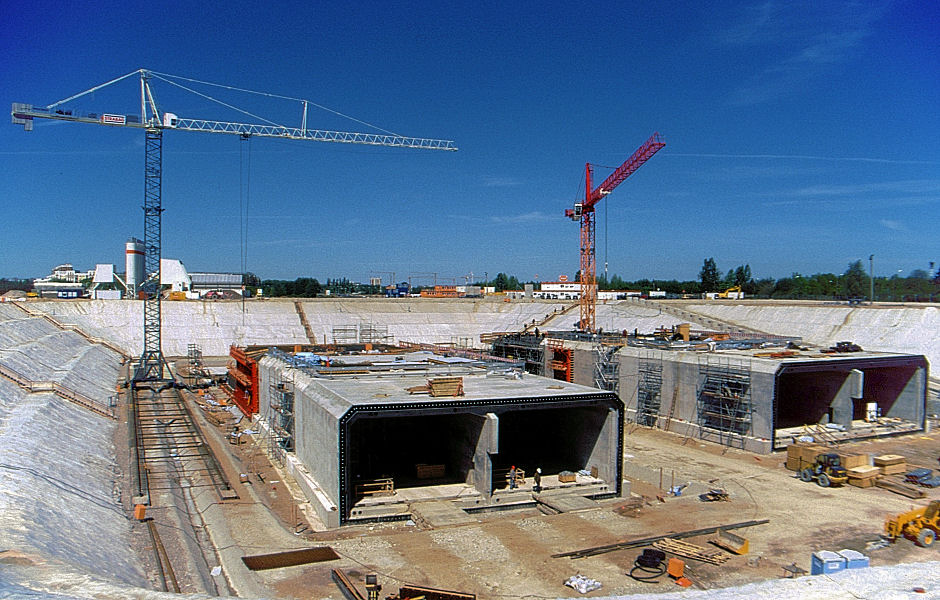
함체 육상 제작
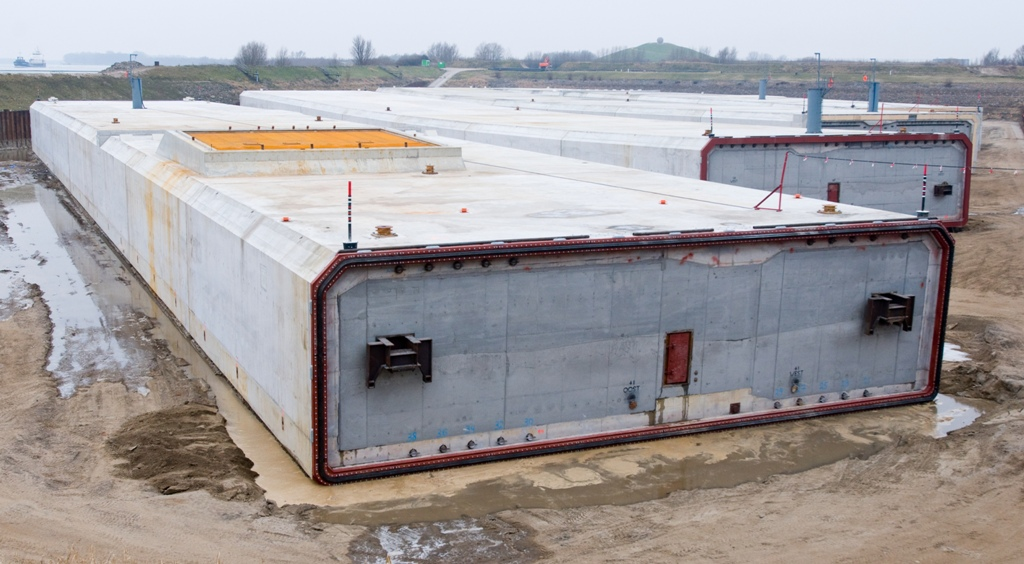
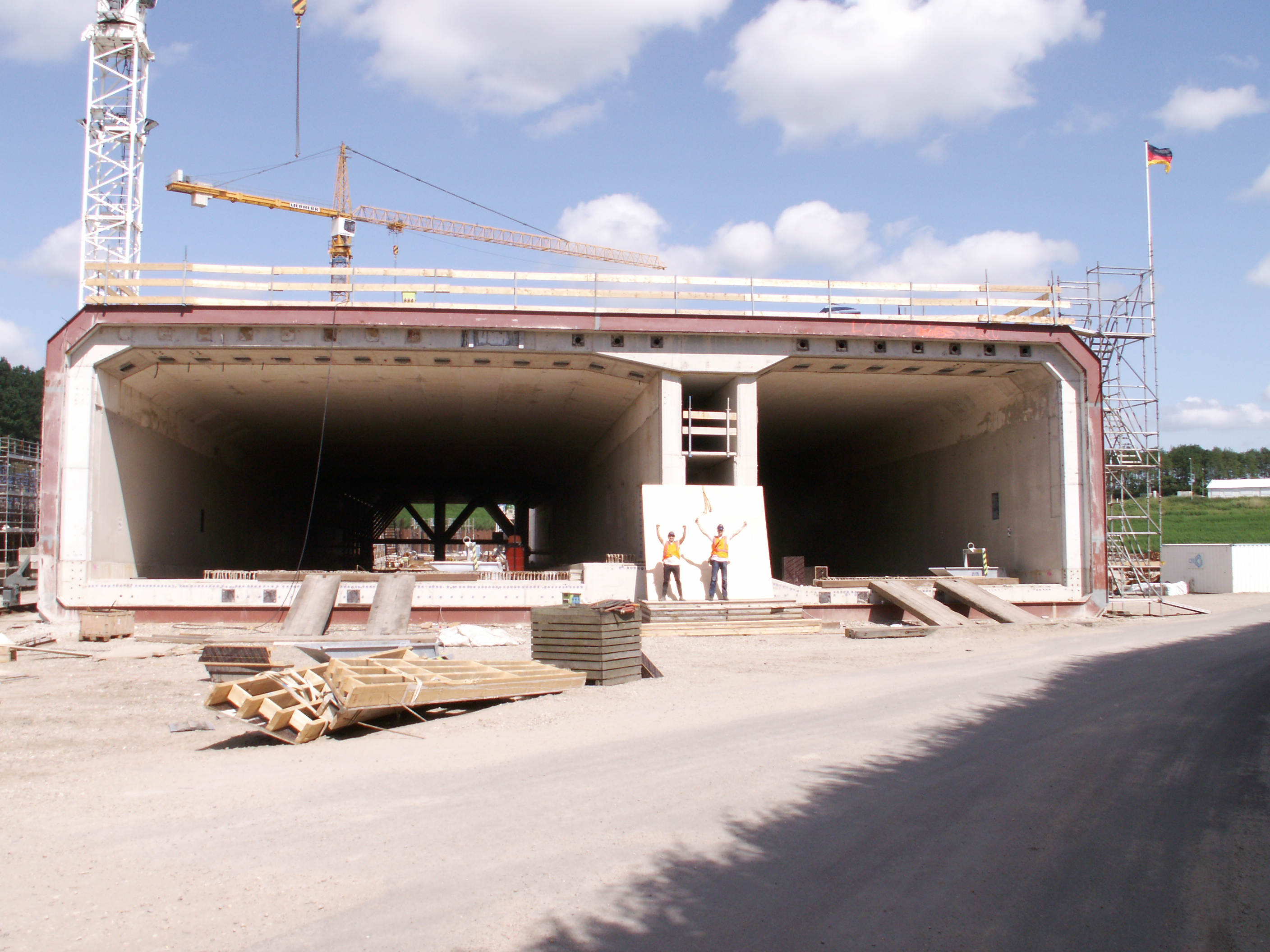
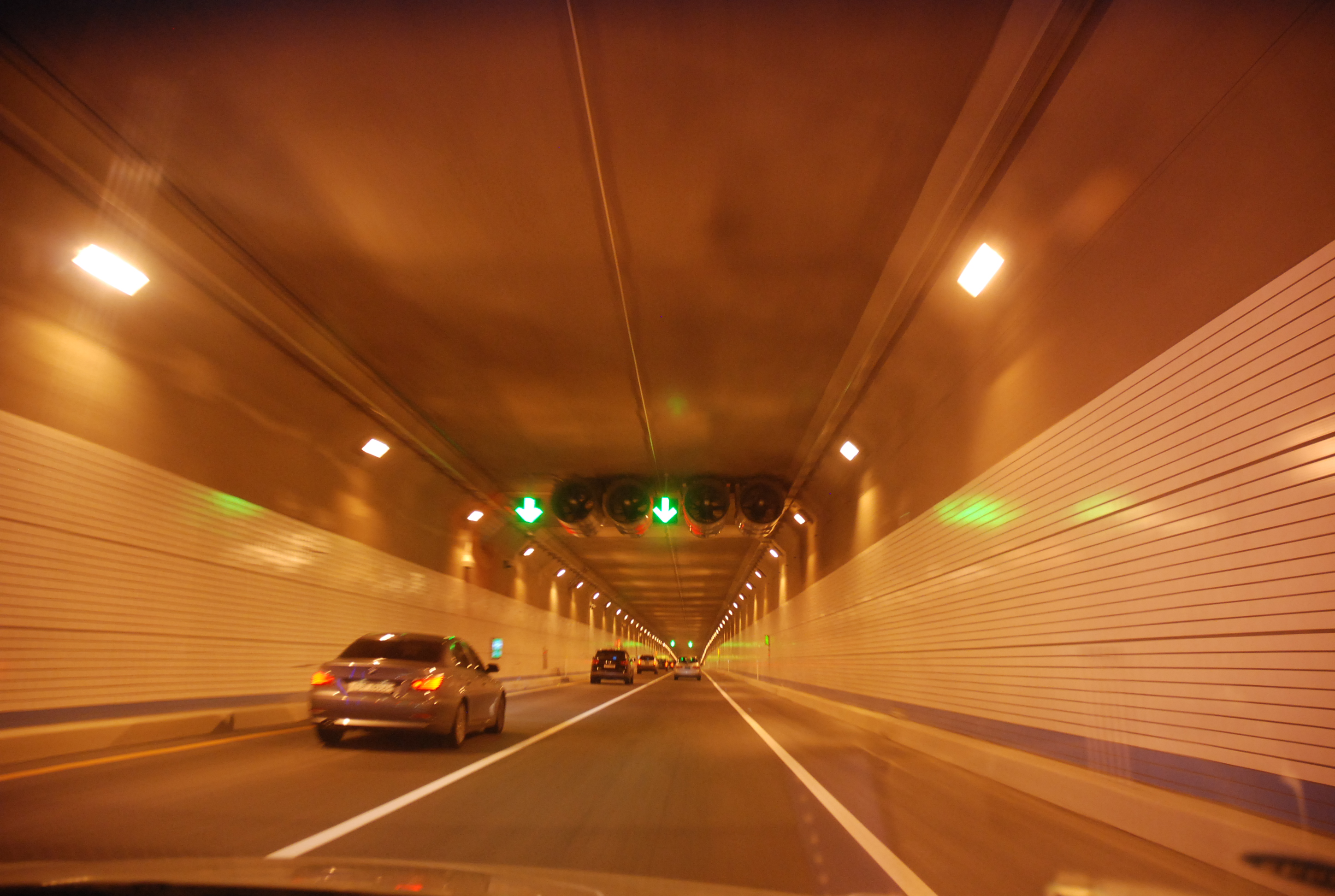
완성된 부산 거가대교 침매터널

## 침매터널 이외의 터널 굴착공법
- ASSM(American Steel Support Method)공법
- NMT(Norwegian Method of Tunnelling)공법
- TBM(Tunnel Boring Machine)공법
- NATM 공법

## 참고자료
- 박영태 (2019). 《토목기사 실기》. 세진사.